# No Way Out 2009
No Way Out 2009 è stata l'undicesima edizione dell'omonimo evento in pay-per-view prodotto dalla WWE. L'evento si è svolto il 15 febbraio 2009 alla KeyArena di Seattle.

## Storyline
Nella puntata di Raw del 26 gennaio la General Manager dello show, Stephanie McMahon, annunciò un Elimination Chamber match con in palio il World Heavyweight Championship di John Cena per No Way Out. Più avanti, la sera stessa, i primi tre partecipanti a qualificarsi per l'incontro di No Way Out furono Kofi Kingston (sconfiggendo Kane), Rey Mysterio (sconfiggendo Willam Regal) e Chris Jericho (sconfiggendo l'Intercontinental Champion CM Punk). In un house show di Raw, tenutosi il 2 febbraio, Mike Knox si qualificò dopo aver vinto un Battle Royal match. Nella puntata di Raw del 9 febbraio Kane fu annunciato come ultimo partecipante dalla General Manager Stephanie McMahon.
Nella puntata di SmackDown del 30 gennaio la General Manager dello show, Vickie Guerrero, annunciò un Elimination Chamber match con in palio il WWE Championship di Edge per No Way Out. Più avanti, la sera stessa, i primi tre partecipanti a qualificarsi per l'incontro di No Way Out furono The Undertaker (sconfiggendo Mark Henry), Big Show (sconfiggendo Festus) e Triple H (sconfiggendo The Great Khali e Vladimir Kozlov in un Triple Threat match). Nella puntata di SmackDown del 6 febbraio Vladimir Kozlov si qualificò dopo aver vinto un Battle Royal match. Dopo che aveva invocato la sua clausola di rivincita per un match titolato, Jeff Hardy (il quale perse il WWE Championship contro Edge alla Royal Rumble) fu annunciato automaticamente come ultimo qualificato.
Nella puntata di ECW del 3 febbraio Finlay sconfisse l'ECW Champion Jack Swagger in un incontro non titolato. Il giorno seguente, tramite il sito WWE.com, fu sancito un match tra i due con in palio l'ECW Championship per No Way Out.
Nella puntata di Raw del 19 gennaio Randy Orton attaccò brutalmente il Chairman della WWE, Vince McMahon, colpendolo poi con il Punt Kick per infortunarlo gravemente (kayfabe). Nella puntata di Raw del 26 gennaio Orton e i suoi alleati della Legacy (Cody Rhodes e Ted DiBiase), dopo che avevano minacciato di fare causa alla WWE nel caso in cui Orton stesso fosse stato licenziato per via del suo attacco nei confronti di Vince McMahon (storyline), furono brutalmente attaccati da Shane McMahon. Nella puntata di Raw del 2 febbraio, dopo che la General Manager Stephanie McMahon aveva deciso di non licenziare Orton, fu annunciato un No Holds Barred match tra Shane e lo stesso Orton per No Way Out.
Il 14 dicembre 2008, a Armageddon 2008, Shawn Michaels, dopo che aveva dichiarato di trovarsi in difficoltà economica (kayfabe), accettò di diventare il servo personale di John "Bradshaw" Layfield per ottenere da questi una paga esaustiva (storyline). Il 25 gennaio 2009, alla Royal Rumble, dopo che lo aveva aiutato a diventare il contendente nº1 del World Heavyweight Champion John Cena, Michaels colpì tuttavia JBL con una Sweet Chin Music durante il suo match contro Cena stesso, costandogli "accidentalmente" la vittoria del titolo. Nella puntata di Raw del 26 gennaio JBL, dopo averlo attaccato brutalmente, sfidò Michaels ad un match per No Way Out in cui se quest'ultimo avesse perso, il suo nome sarebbe diventato proprietà di JBL per tutta la vita; mentre se avesse vinto, JBL lo avrebbe liberato dal ruolo di suo servo per poi pagargli tutti i soldi promessi in precedenza (storyline).

## Risultati
| #    | Incontri                                                                               | Stipulazioni                                                    | Durata |
| ---- | -------------------------------------------------------------------------------------- | --------------------------------------------------------------- | ------ |
| Dark | Melina (c) ha sconfitto Beth Phoenix                                                   | Single match per il WWE Women's Championship                    | —      |
| 1    | Triple H ha sconfitto Big Show, Edge (c), Jeff Hardy, The Undertaker e Vladimir Kozlov | Elimination chamber match per il WWE Championship               | 35:55  |
| 2    | Randy Orton ha sconfitto Shane McMahon                                                 | No holds barred match                                           | 18:16  |
| 3    | Jack Swagger (c) ha sconfitto Finlay (con Hornswoggle)                                 | Single match per l'ECW Championship                             | 07:53  |
| 4    | Shawn Michaels ha sconfitto John "Bradshaw" Layfield                                   | Single match                                                    | 13:20  |
| 5    | Edge ha sconfitto Chris Jericho, John Cena (c), Kane, Mike Knox e Rey Mysterio         | Elimination chamber match per il World Heavyweight Championship | 29:46  |

### Elimination chamber match per il WWE Championship
| N° eliminazione | Wrestler        | N° ingresso | Eliminato da   | Metodo di eliminazione | Tempo |
| --------------- | --------------- | ----------- | -------------- | ---------------------- | ----- |
| 1°              | Edge (c)        | 1°          | Jeff Hardy     | Roll-up                | 03:00 |
| 2°              | Vladimir Kozlov | 3°          | The Undertaker | Last Ride              | 22:57 |
| 3°              | Big Show        | 4°          | Triple H       | Swanton Bomb di Hardy  | 26:09 |
| 4°              | Jeff Hardy      | 2°          | The Undertaker | Tombstone Piledriver   | 28:28 |
| 5°              | The Undertaker  | 6°          | Triple H       | Pedigree               | 35:55 |
| Vincitore       | Triple H        | 5°          | —              | —                      | —     |

### Elimination chamber match per il World Heavyweight Championship
| N° eliminazione | Wrestler      | N° ingresso | Eliminato da  | Metodo di eliminazione | Tempo |
| --------------- | ------------- | ----------- | ------------- | ---------------------- | ----- |
| 1°              | Kane          | 3°          | Rey Mysterio  | Seated Senton          | 09:37 |
| 2°              | Mike Knox     | 4°          | Chris Jericho | Codebreaker            | 14:42 |
| 3°              | John Cena (c) | 6°          | Edge          | Spear                  | 22:22 |
| 4°              | Chris Jericho | 1°          | Rey Mysterio  | Roll-up                | 23:54 |
| 5°              | Rey Mysterio  | 2°          | Edge          | Spear                  | 29:26 |
| Vincitore       | Edge          | 5°          | —             | —                      | —     |